# Station Bois-Colombes
Station Bois-Colombes is een station aan de spoorlijn Paris-Saint-Lazare - Ermont-Eaubonne. Het station ligt in de Franse gemeente Bois-Colombes in het departement Hauts-de-Seine (Île-de-France).

## Geschiedenis
Het station werd in 1857 geopend. Tussen 1933 en 1935 werd het station hevig verbouwd vanwege de aanleg van viersporigheid tussen Bois-Colombes en Le Stade.

## Ligging
Het station ligt op kilometerpunt 5,771 van de Paris-Saint-Lazare - Ermont-Eaubonne (Groupe IV). De sporen van het station worden omringd door sporen van de spoorlijn Paris-Saint-Lazare - Mantes-Station via Conflans (Groupe VI), die gebruikt worden door sneltreinen.

## Diensten
Het station wordt aangedaan door treinen van Transilien lijn J tussen Paris-Saint-Lazare en Ermont-Eaubonne.

## Vorig en volgend station
| Richting        | Vorig station | Lijn    | Volgend station    | Richting           |
| --------------- | ------------- | ------- | ------------------ | ------------------ |
| Ermont-Eaubonne | Colombes      | Trans J | Asnières-sur-Seine | Paris-Saint-Lazare |